# Batman Returns (videojuego para SNES y NES)
Batman Returns es un videojuego de tipo beat 'em up para Nintendo NES y Super Nintendo publicado por Konami en 1993.

## Versión de Super Nintendo
La versión para la Super Nintendo, presumiblemente la más popular, fue publicada en 1993. Fundamentalmente se trata de un juego beat-em-up de dirección única izquierda-derecha, género que estaba asentado en la consola por aquel entonces. El modo de juego y los gráficos eran en su base muy parecidos a los juegos de la saga Final Fight.
El juego transcurre en varios escenarios que aparecen en el film. Varios miembros del Red Triangle Circus Gang atacan a Batman durante el juego. Batman tiene una serie de armas y gadgets a su disposición, incluyendo el batarang. Cada nivel termina con un jefe final, donde se precisa de un esfuerzo mayor y una estrategia para destruirlo. Unos niveles del juego están en plataforma 2-D en oposición a los pseudo 3-D donde el movimiento arriba-abajo está permitido. El quinto nivel consisten en conducir el Batmovil en una pantalla de persecución donde Batman debe perseguir a los motertos (?) y una furgoneta armada. Para vencerles, el Batmobil dispone de una ametralladora.
Las críticas al juego fueron mayoritariamente positivas, si bien algunos resaltaron su falta de originalidad, a pesar de la alta calidad de su modo de juego y de poseer un nivel de dificultad equilibrado, en general fue mejor recibido que la película en la que se basaba, que tuvo críticas encontradas. 
Hubo consenso en las alabanzas en sus gráficos, sonido, y su jugabilidad como también en su ambientación (con una música adaptada de la obra de Danny Elfman para el film), que llevaron a la consola a su máxima capacidad.
Batman Returns fue premiado por el juego con la mejor licencia de 1992 por la Electronic Gaming Monthly.

## Versión de NES
La versión de NES del juego también consiste en un beat´em up, pero más cercano al estilo de Double Dragon. El jugador únicamente posee una barra de salud (la cual puede agrandarse con paquetes de salud). Implementa un sistema de guardado-contraseña. Hay dos niveles en el juego con forma de scroll lateral donde el jugador controla el Batimóvil y el Batskitboat.